# كرايغ سافيدرا
كرايغ سافيدرا (بالإنجليزية: Craig Saavedra)‏ هو كاتب سيناريو ومخرج أمريكي، ولد في 2 نوفمبر 1963 في لوس أنجلوس في الولايات المتحدة.

## وصلات خارجية
- كرايغ سافيدرا على موقع IMDb (الإنجليزية)
- كرايغ سافيدرا على موقع ألو سيني (الفرنسية)
- كرايغ سافيدرا على موقع أول موفي (الإنجليزية)
- كرايغ سافيدرا على موقع قاعدة بيانات الفيلم (الإنجليزية)
- كرايغ سافيدرا على موقع كينوبويسك (الروسية)